# كانجرلوسواك
كانجرلوسواك، مدينة صغيرة تتبع بلدية كيكاتا في جرينلاند.

## المناخ
يظهر الجدول التالي التغييرات المناخية على مدار السنة لكانجرلوسواك:
| البيانات المناخية لـكانجرلوسواك    | البيانات المناخية لـكانجرلوسواك | البيانات المناخية لـكانجرلوسواك | البيانات المناخية لـكانجرلوسواك | البيانات المناخية لـكانجرلوسواك | البيانات المناخية لـكانجرلوسواك | البيانات المناخية لـكانجرلوسواك | البيانات المناخية لـكانجرلوسواك | البيانات المناخية لـكانجرلوسواك | البيانات المناخية لـكانجرلوسواك | البيانات المناخية لـكانجرلوسواك | البيانات المناخية لـكانجرلوسواك | البيانات المناخية لـكانجرلوسواك | البيانات المناخية لـكانجرلوسواك |
| الشهر                              | يناير                           | فبراير                          | مارس                            | أبريل                           | مايو                            | يونيو                           | يوليو                           | أغسطس                           | سبتمبر                          | أكتوبر                          | نوفمبر                          | ديسمبر                          | المعدل السنوي                   |
| ---------------------------------- | ------------------------------- | ------------------------------- | ------------------------------- | ------------------------------- | ------------------------------- | ------------------------------- | ------------------------------- | ------------------------------- | ------------------------------- | ------------------------------- | ------------------------------- | ------------------------------- | ------------------------------- |
| الدرجة القصوى °م (°ف)              | 11.0 (51.8)                     | 11.9 (53.4)                     | 14.4 (57.9)                     | 16.0 (60.8)                     | 22.4 (72.3)                     | 23.1 (73.6)                     | 25.5 (77.9)                     | 21.8 (71.2)                     | 20.7 (69.3)                     | 16.9 (62.4)                     | 15.7 (60.3)                     | 11.9 (53.4)                     | 25.5 (77.9)                     |
| متوسط درجة الحرارة الكبرى °م (°ف)  | −14.7 (5.5)                     | −15.5 (4.1)                     | −11.2 (11.8)                    | −2.5 (27.5)                     | 7.9 (46.2)                      | 14.0 (57.2)                     | 16.5 (61.7)                     | 14.2 (57.6)                     | 7.9 (46.2)                      | −1.5 (29.3)                     | −7.5 (18.5)                     | −12.1 (10.2)                    | −0.4 (31.3)                     |
| المتوسط اليومي °م (°ف)             | −19.7 (−3.5)                    | −21.0 (−5.8)                    | −17.5 (0.5)                     | −8.4 (16.9)                     | 2.3 (36.1)                      | 8.4 (47.1)                      | 10.7 (51.3)                     | 8.5 (47.3)                      | 3.1 (37.6)                      | −6.0 (21.2)                     | −12.0 (10.4)                    | −16.9 (1.6)                     | −5.7 (21.7)                     |
| متوسط درجة الحرارة الصغرى °م (°ف)  | −24.4 (−11.9)                   | −25.6 (−14.1)                   | −22.1 (−7.8)                    | −12.9 (8.8)                     | −1.7 (28.9)                     | 3.9 (39.0)                      | 5.7 (42.3)                      | 4.0 (39.2)                      | −0.5 (31.1)                     | −9.4 (15.1)                     | −16.3 (2.7)                     | −21.8 (−7.2)                    | −10.1 (13.8)                    |
| أدنى درجة حرارة °م (°ف)            | −47.2 (−53.0)                   | −46.4 (−51.5)                   | −45.4 (−49.7)                   | −34.4 (−29.9)                   | −21.8 (−7.2)                    | −4.7 (23.5)                     | 0.3 (32.5)                      | −4.6 (23.7)                     | −12.9 (8.8)                     | −29.7 (−21.5)                   | −36.3 (−33.3)                   | −45.5 (−49.9)                   | −47.2 (−53.0)                   |
| الهطول مم (إنش)                    | 6 (0.2)                         | 4 (0.2)                         | 4 (0.2)                         | 7 (0.3)                         | 7 (0.3)                         | 13 (0.5)                        | 22 (0.9)                        | 28 (1.1)                        | 18 (0.7)                        | 13 (0.5)                        | 12 (0.5)                        | 6 (0.2)                         | 140 (5.6)                       |
| متوسط أيام هطول الأمطار (≥ 1.0 mm) | 1.0                             | 1.0                             | 1.0                             | 2.0                             | 2.0                             | 4.0                             | 6.0                             | 5.0                             | 4.0                             | 4.0                             | 4.0                             | 2.0                             | 36                              |
| متوسط الرطوبة النسبية (%)          | 75.0                            | 76.0                            | 75.0                            | 72.0                            | 64.0                            | 61.0                            | 62.0                            | 66.0                            | 69.0                            | 76.0                            | 77.0                            | 76.0                            | 70.8                            |
| المصدر: NOAA                       |                                 |                                 |                                 |                                 |                                 |                                 |                                 |                                 |                                 |                                 |                                 |                                 |                                 |

## السكان
بحسب إحصاءات عام 2010، يبلغ عدد سكان كانجرلوسواك 556 نسمة.